# Juniperus pinchottii
Juniperus pinchottii (яловець Пінчота) — вид хвойних рослин родини кипарисових.

## Етимологія
Цей вид був названий на честь захисника природи і головного лісничого при президенті Резвельті, Гіффорда Пінчота.

## Поширення, екологія
Країни зростання: Мексика (Чіуауа, Коауїла, Дуранго, Нуево-Леон, Сонора, Тамауліпас, Сакатекас); США (Аризона, Нью-Мексико, Оклахома, Техас). Вид зустрічається в напівпустельних пасовищах і в ялівцево-сосновому рідколіссі з Pinus cembroides, Juniperus, Quercus, Opuntia, Yucca; на укосах або плато вапнякових або вулканічніх порід, або уздовж піщаних наносів і на річкових терасах в піщаному або гравійному ґрунті. Діапазон висот є 600–2100 м. Клімат від теплого до прохолодно-помірного з довгими посухами і в основному літніми дощами, що приходять як розсіяні шторми.

## Морфологія
Це дводомний кущ або невелике дерево до 6 м заввишки, зазвичай багатостовбурні із стеблами до 20 см в діаметрі, що мають нерегулярну крону. Кора гладка, стаючи шаруватою й волокнистою, світло-сірою, розшаровуючись смугами. Є як голкоподібні, так і лускоподібні листки, але лускоподібні переважають; вони жовто-зелені, довжиною 1–2 мм, не перекриваються або перекриваються незначно, і вершина гостра. Шишки зріють 1 рік, діаметр 6–8 мм, від мідно до мідно-червоного кольору, соковиті, солодкі (несмолисті), в основному з одним насінням 4–5 мм в діаметрі.

## Використання
Використання не зафіксоване для цього чагарникового ялівцю. Він рідкісний у вирощуванні і жадає відкритого простору й багато сонячного світла, хоча він може витримувати випадкові морози добре.

## Загрози та охорона
На південному заході США знаходиться під тиском від випасу. Цей вид відомий з кількох охоронних територій.